# Herpèsvirus humain type 6
Espèce
Les herpèsvirus humains type 6A et 6B (HHV-6 — Human Herpesvirus - 6) sont 2 des 9 membres connus de la famille des herpesvirus humain. HHV6 fait partie des virus à ADN double-brin de la sous-famille des Betaherpesvirinae. Il appartient au genre Roseolovirus.
La particularité des HHV-6 est qu'ils s'intègrent dans le génome de l'hôte qu'ils ont infecté (pas toujours). Ainsi en cas de dépistage, il faut se méfier d'un résultat positif.
HHV-6, A et B, sont membres des Betaherpesvirinae (une sous-famille des Herpesviridae) qui inclut aussi HHV-7 et CMV (cytomégalovirus). La prévalence de HHV-6 est très élevée partout dans le monde, la plupart des revues s'accorde pour une prévalence supérieure à 85 % chez l'adulte. HHV-6B est responsable d'une grande majorité des infections primaires, avec probablement des différences de distributions entre HHV-6A et HHV-6B selon les régions du monde. 
L'infection par HHV-6 cause habituellement une fièvre avec un exanthème subit (exanthem subitum) qui est une éruption cutanée plus connue sous le nom de roséole et rapportée dans 10 % des cas. L'infection à HHV-6 est aussi associée à des complications sévères comme l'encéphalite, les lymphadénopathies, les myocardites et la myélosuppression. Il semble par ailleurs de plus en plus probable que HHV-6A, plus neurotropique que HHV-6B, soit associé au développement de la sclérose en plaques. On a bien entendu des complications supplémentaires chez les immunodéprimées comme pour toutes les infections à Herpesviridae. Chez l'enfant, il donne des convulsions (première cause de convulsions infantiles) et peut donner de la fièvre jusqu'à 44°C dans les formes les plus graves de méningites.
Après l'infection primaire, le virus établit une latence persistant tout au long de la vie dans les progéniteurs myéloïdes et la moelle osseuse. Le virus est réactivé périodiquement de sa latence, et l'ADN viral est détectable chez 20-25 % de la population adulte saine aux États-Unis. Chez les immunocompétents, cette réactivation est asymptomatique, mais peut résulter en des complications sérieuses chez les immunosupprimés, notamment chez les transplantés. La réactivation de HHV-6, associée à celle d'autres bêtaherpèsvirus, peut être responsable du rejet de la greffe. Chez les patients atteints de SIDA, la réactivation peut causer des infections disséminées graves. 
Des renseignements supplémentaires sur HHV-6 sont aussi présents dans l'article : « Prevalence of herpesvirus DNA in MS patients and healthy blood donors »